# Euchloe
Euchloe és un gènere de lepidòpters papilionoïdeus de la família dels pièrids (Pieridae). La majoria de les espècies del gènere Euchloe tenen una distribució holàrtica  trobant-se a Europa, Àsia central i Amèrica del Nord.

## Taxonomia
Espècies llistades alfabèticament dins de cada grup.
Subgènere Euchloe Hübner, 1819:
- Euchloe ausonia (Hübner, [1803-1804])
- Euchloe ausonides (Lucas, 1852)
- Euchloe belemia (Esper, 1800)
- Euchloe crameri Butler, 1869
- Euchloe creusa (Doubleday, [1847])
- Euchloe daphalis (Moore, 1865)
- Euchloe insularis (Staudinger, 1861)
- Euchloe naina Kozhanchikov, 1923
- Euchloe ogilvia Back, 1990
- Euchloe orientalis (Bremer, 1864)
- Euchloe pulverata (Christoph, 1884)
- Euchloe simplonia (Bloisduval, 1828)
- Euchloe tagis (Hübner, [1803-1804])

Subgènere Elphinstonia Klots, 1930:
- Espècies del grup charlonia:
  - Euchloe bazae Fabiano, 1993
  - Euchloe charlonia (Donzel, 1842)
  - Euchloe lucilla Butler, 1886
  - Euchloe transcaspica (Staudinger, 1891)
  - Euchloe penia (Freyer, 1852)
- Espècies del grup tomyris:
  - Euchloe lessei Bernardi, 1957
  - Euchloe tomyris Christoph, 1884
  - Euchloe ziayani Leestmans & Back, 2001
- Incertae sedis:
  - Euchloe aegyptiaca Verity, 1911
  - Euchloe falloui (Allard, 1867)
  - Euchloe guaymasensis Opler, 1986
  - Euchloe hyantis (Edwards, 1871, de vegades a E. creusa)
  - Euchloe lotta Beutenmüller, 1898 (de vegades a E. creusa o E. hyantis)
  - Euchloe olympia (Edwards, 1871)

## Galeria

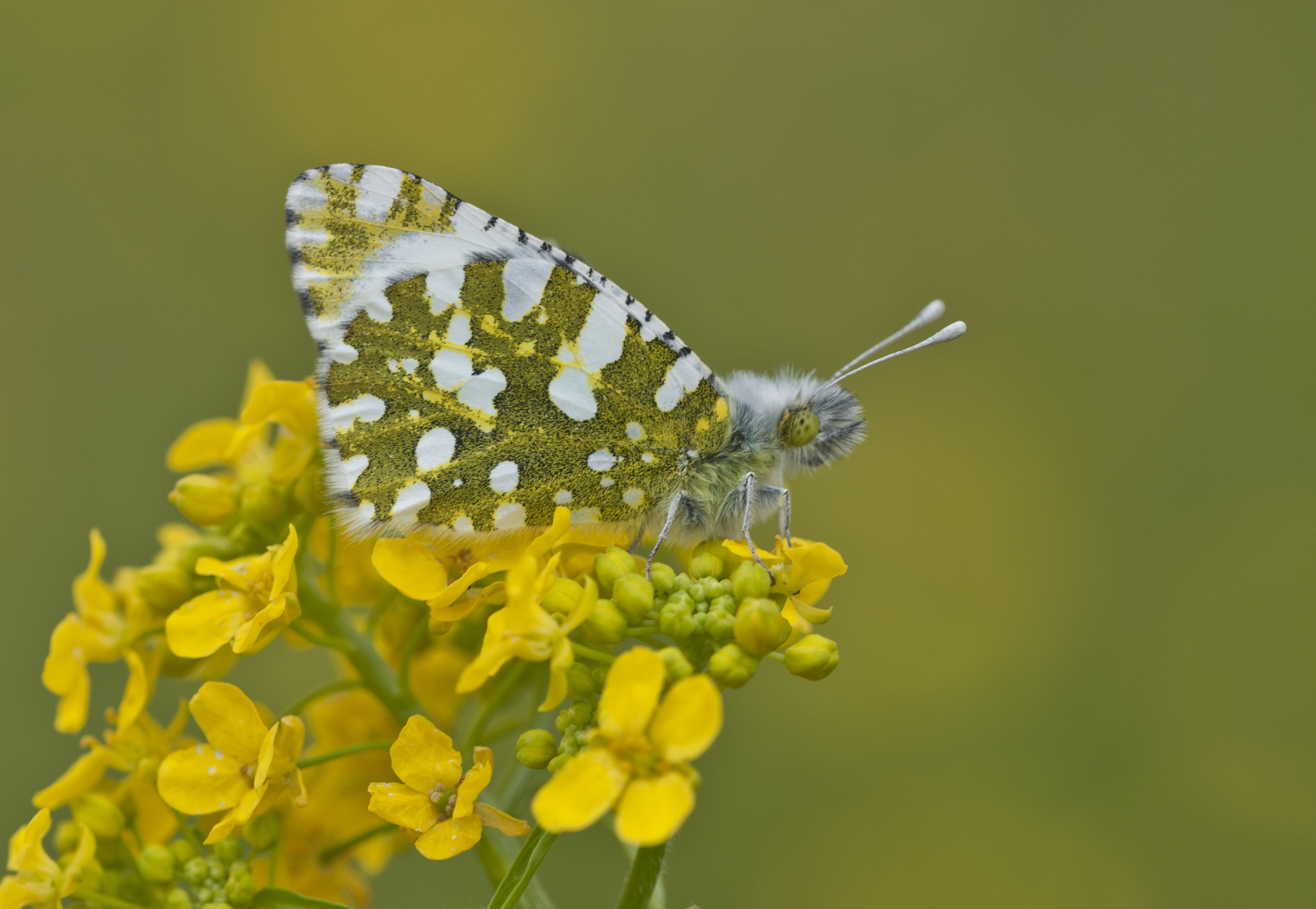
Euchloe ausonia
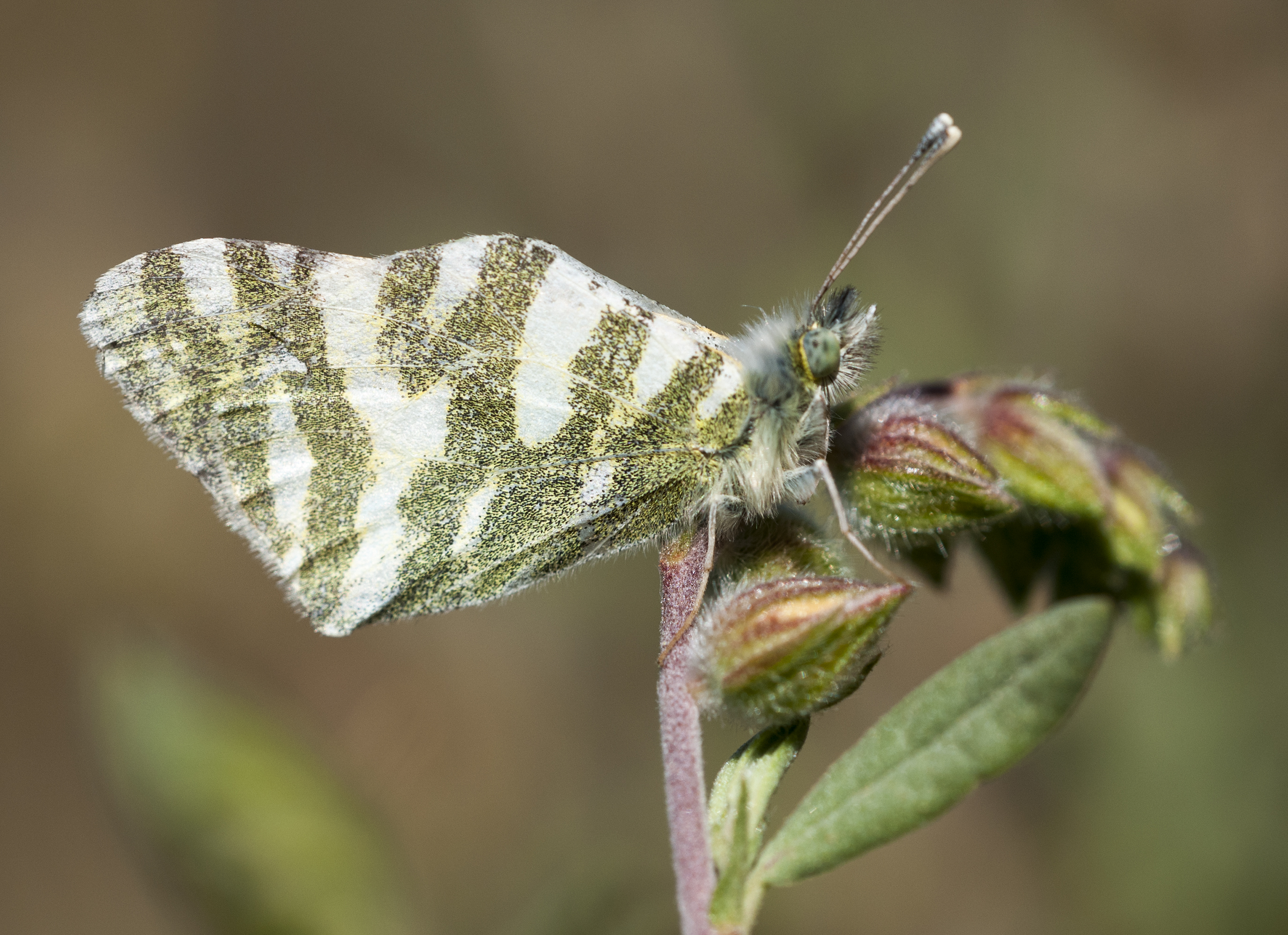
Euchloe belemia
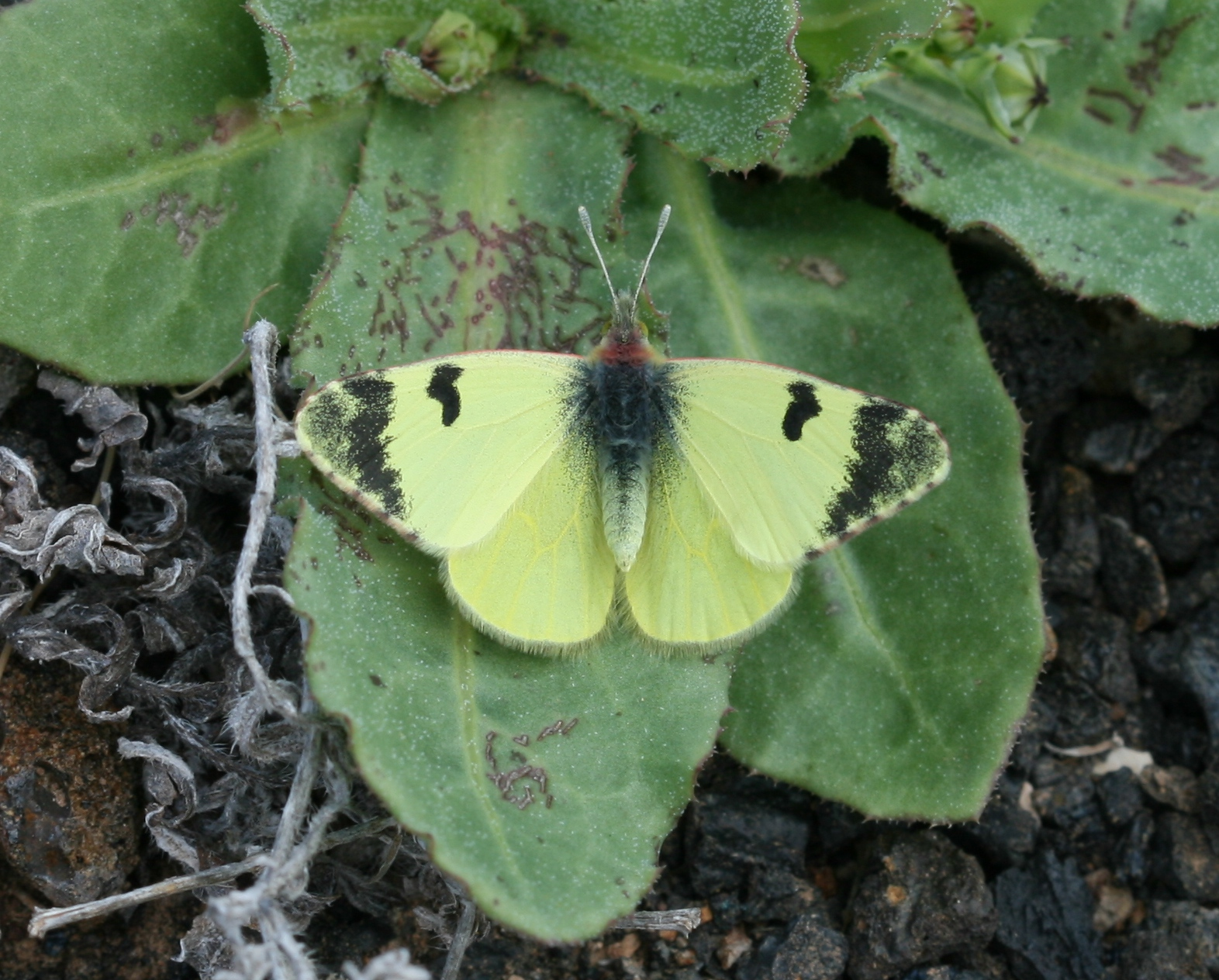
Euchloe charlonia
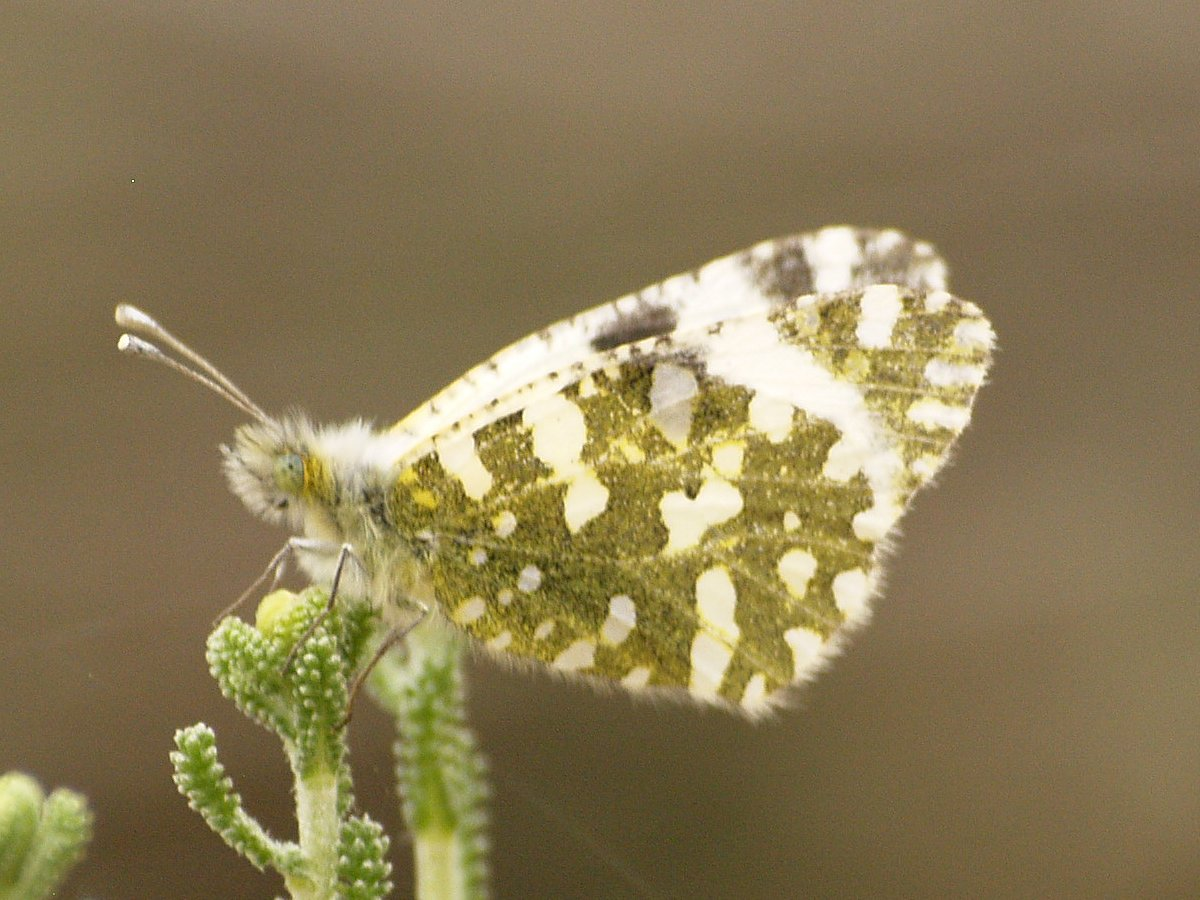
Euchloe crameri
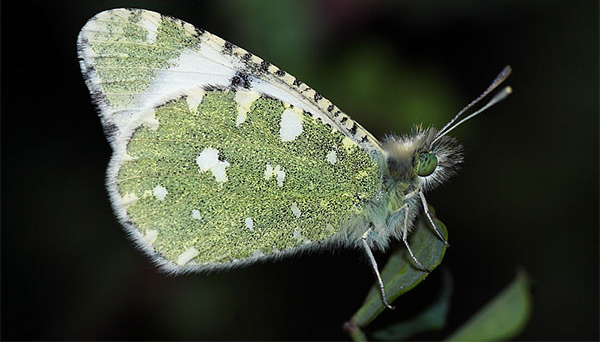
Euchloe tagis